# Vincenzo Jannuzzi
Vincenzo Jannuzzi, noto anche con lo pseudonimo di Jan o Janù (Spezzano Albanese, 4 gennaio 1946 – 26 novembre 2021), è stato un fumettista italiano.

## Biografia
Nato in Calabria, visse poi l'infanzia e la giovinezza in Piemonte, a Ovada, e poi a Roma, per poi trasferirsi a Milano a fine anni sessanta dove incominciò a dedicarsi ai fumetti underground, realizzando opere che attireranno l'attenzione di critica e lettori come ad esempio la serie a strisce umoristica con il personaggio di Ancillotto. Esordì professionalmente nel 1968 sulla testata dedicata a Tiramolla con la serie a fumetti, David e re Saul, per poi creare un proprio personaggio, Ancillotto, la cui serie venne pubblicata su diverse riviste come Super Vip, Horror, Sorry e Offside; nel 1976 realizzò la serie poliziesca con tematiche omosessuali Pike and Pike, pubblicata sulla rivista Contro e, dal 1978 al 1979, pubblicò sulla rivista Il Mago la serie Ivan-Dalì.
All'inizio degli anni ottanta realizzò delle trasposizioni a fumetti di opere di von Grimmelshausen come Madre Coraggio e Albertine; nel 1984, con Enrico Castruccio, realizzò la serie Accadueò [H2O], parabola energetica e Ringorossi, pubblicate sulla rivista 1984, e, sulla rivista Eureka, avrebbe dovuto pubblicare la serie Se la fortuna ti tocca, ma rimase inedita per la chiusura della rivista.
Durante gli anni ottanta collaborò anche alla realizzazione di serie a fumetti erotiche e, come illustratore, collaborò con alcune agenzie pubblicitarie e per la Mondadori. Alla fine del decennio lavorò anche per il mercato arabo e, nel 1992, collaborò con la rivista olandese Sombrero Black Series con la serie Remengograd.
Tra gli anni novanta e duemila si è occupato della libreria del Leoncavallo e dell'omonima casa editrice, insieme a Pino Tripodi e Massimo Barletta.
Nel 2003 ha ricevuto la cittadinanza onoraria di Spezzano Albanese.
È morto il 26 novembre 2021.

## Opere
- Ancillotto l'emigrante (editore Ottaviano, 1978)
- Le 11.000 verghe (1979)
- Vita mirabile dell'arcitruffatrice e vagabonda Coraggio (Mondadori, 1980)
- Il sogno di Bruna (2014)[6]
- Il piccolo principe - Una storia a fumetti (Excalibur, 2016)

## Riconoscimenti
- Esposizione delle tavole del volume Il piccolo principe - Una storia a fumetti presso il museo Wow Spazio Fumetto di Milano (2016)[7]